# آرکاس (داغستان)
آرکاس (به لاتین: Arkas) یک منطقهٔ مسکونی در روسیه است که در داغستان واقع شده‌است.